# KOMO-TV
KOMO-TV est une station de télévision américaine située à Seattle, dans l'État de Washington et affiliée au réseau ABC. Ses studios et bureaux sont localisés dans le KOMO Plaza (anciennement Fisher Plaza) où se trouve aussi les stations de radio KOMO (AM) (en) et KOMO-FM (en), dans le Lower Queen Anne de Seattle, juste en face du Space Needle.

## Canada
KOMO est une des cinq stations de télévision locales de Seattle à être aussi reçues au Canada via les fournisseurs par satellite Bell Télé et Shaw Direct et la plupart des câblodistributeurs.

## Télévision numérique terrestre
| Canal virtuel | Video | Aspect | Programmation                          |
| ------------- | ----- | ------ | -------------------------------------- |
| 4.1           | 720p  | 16:9   | Programmation principale KOMO / ABC HD |
| 4.2           | 480i  | 16:9   | Comet (en)                             |
| 4.3           | 480i  | 16:9   | Charge! (en)                           |